# Siti archeologici ad Ancona
Sono presenti nella città di Ancona numerose aree archeologiche, che hanno portato alla luce testimonianze di tre epoche: greca, romana e paleocristiana.

## Epoca greca
- Necropoli ellenistica del IV - I secolo a.C. che si estendeva sulle pendici meridionali del Colle dei Cappuccini e di Monte Cardeto. La picola parte situata dietro la caserma Villarey è stata allestita per le visite, che si effettuano a richiesta.
- Resti delle mura ellenistiche in arenaria, di cui sono visibili due tratti: uno in via Volto dei Seniori e due nel lungomare Vanvitelli  (IV – II secolo a.C.)

### Tempio di Afrodite / di Venere
L'area archeologica del Tempio di Venere, detto di Afrodite in epoca greca, è sottostante il duomo di San Ciriaco. L'edificio più sacro della città antica era dunque costruito nello stesso luogo di quello della città moderna. Le strutture portate alla luce appartengono al IV o del II secolo a.C., a seconda delle ipotesi dei vari studiosi. Del tempio rimane il basamento, studiando il quale è stato possibile ricostruire idealmente tutto l'edificio, citato anche da Giovenale e da Catullo, che era uno dei simboli dell'Ancona romana. Nonostante il notevole interesse, la visita è da anni impossibile; gli scavi sono però parzialmente visibili scendendo nella Cripta delle Lacrime. 
In base ad alcune caratteristiche rilevabili dalle fondazioni rimaste, le due ipotesi sulla datazione e sull'aspetto originario del tempio sono descritte di seguito.
- Era un tempio dorico del IV secolo a.C., ossia dell'epoca della fondazione greca della città, periptero senza opistodomo, con dieci colonne sui lati lunghi, sei sui lati minori (esastilo) e due colonne in antis, ossia davanti alla cella; era dedicato alla dea greca Afrodite, corrispondente alla dea romana Venere.
- Era un tempio ellenistico corinzio e risalente al II secolo a.C., e dunque ad un'epoca in cui la colonia greca di Ankón già sentiva l'influsso romano. Era dedicato alla dea Venere ed è citato anche da Giovenale e Catullo. Era uno dei simboli della città romana; è interessante notare che l'edificio più sacro della città antica era dunque costruito nello stesso luogo di quello della città moderna.

## Epoca romana
- Arco di Traiano - non si trova in un'area archeologica, ma sulle banchine del porto, avendo il monumento attraversato indenne i diciannove secoli trascorsi dall'epoca della sua costruzione. Solo le statue che erano poste sull'attico e i quattordici rostri decorativi sono stati predati dai saraceni nel IX secolo (II secolo d.C.).
- Area archeologica dell'Anfiteatro romano (I secolo d.C. - II secolo d.C.) - comprende due settori:
  - settore verso Piazza del Senato - è visibile anche dal marciapiede ed è costituito da un gran tratto del recinto murario della struttura, sui si apre la porta pompae, ossia l'ingresso principale, detta "arco Bonarelli" dal nome della famiglia che lo accoglieva all'interno del suo palazzo nobiliare. Fanno parte di questo settore anche ambienti con pavimento a mosaico e natatio, forse adibiti a scuola gladiatoria.
  - settore verso via Birarelli - è visibile sono entrandovi, nelle rare occasioni in cui l'area viene aperta al pubblico. I resti romani sono frammisti a mura di tutte le epoche successive.
- Area archeologica del porto romano - il porto di Ancona fu teatro di eventi storici di primo piano quali l'avvio della seconda campagna dacica di Traiano e la Restauratio Imperii di Giustiniano. Nell'area sono visibili alloggiamenti per navi, magazzini ed edifici di rappresentanza. È situata nell'ultimo tratto di lungomare Vanvitelli, fino a un varco portuale odierno. Una passerella attraversa tutta l'area. I reperti qui rinvenuti, come anfore e oggetti in terracotta, sono esposti nella sezione "Ancona greco-ellenistica e romana" del Museo archeologico nazionale delle Marche (II - VI secolo d.C.).
- Area archeologica di via Carducci - è situata al piano interrato del palazzo della Corte d'appello e presenta i resti di una domus romana, con mosaici, e di tabernae dell'antica zona commerciale della città . L'area è visitabile presentando richiesta alla Soprintendenza archeologica della Marche ed alla Corte d'appello (I – II secolo d.C.).
- Area archeologica del foro romano - vi si trovano basamenti di colonne, i cui tratti mancanti sono ricostruiti con tondini di ferro. Solo una piccola parte del foro è stata scavata. È situata in via Ferretti, di fronte all'ingresso del Museo archeologico nazionale (I secolo d.C.)
- Resti di strade romane in basolato in via degli Orefici e in corso Mazzini. Il tratto di via degli Orefici è visitabile a richiesta (II secolo d.C.).
- Resti di impianto industriale romano (porporificio) ed impianto sportivo con piscina - l'area in cui sorgevano gli edific fu successivamente utilizzata come necropoli paleocristiana. I resti si trovano all'interno del parcheggio sotterraneo di piazza Pertini (III secolo d.C.).
- Area archeologica di via Orsini - accoglie i resti di un peristilio di un edificio romano. È accessibile da via Matas (I  – II secolo d.C.)
- Resti di un piccolo impianto termale con suspensurae, tubuli e praefurnium (traversa di Via Ferretti) (I - II secolo d.C.).
- Resti di tomba monumentale di età augustea, visibile liberamente grazie a delle vetrine, all'incrocio tra corso Matteotti e via dell'Indipendenza (I secolo d.C.).

## Epoca paleocristiana
- Basilica paleocristiana sottostante la chiesa di Santa Maria della Piazza, del IV - VI secolo d.C. secondo alcuni era l'antica cattedrale di Santo Stefano. Sono visibili mosaici policromi con simbologia paleocristiana, resti delle absidi, dei colonnati, del fonte battesimale e della cattedra. Sono visibili, dietro l'abside, mura in blocchi di arenaria di età ellenistico-repubblicana (II secolo a.C.) pertinenti alle mura cittadine oppure alle strutture portuali.
- Oratorio di Flavio Evenzio, situato sotto ad un esercizio commerciale tra via Marsala e corso Garibaldi. Comprende mosaici paleocristiani. (IV – V secolo d.C.)

## Reperti archeologici più importanti rinvenuti ad Ancona
Nella Sezione "Ancona greco-ellenistica e romana" del Museo archeologico nazionale delle Marche sono conservati i seguenti reperti archeologici:
- Monete greche di Ankón (IV – II secolo a.C.)
- stele con iscrizioni in greco e scene di commiato funebre, del periodo ellenistico
- corredi funerari del IV - II secolo a.C., relativi alla colonia greca di Ankón e alla sua fase di romanizzazione (in parte anche al Museo della città di Ancona)
- Testa marmorea della statua dell'imperatore Augusto (analoga all'Augusto di via Labicana) (I secolo d.C.)
- Affreschi in stile pompeiano provenienti da domus romana di via Fanti (I secolo a.C.)
- Mosaico con figure animali acquatici rinvenuto in corso Garibaldi–galleria Dorica (I – II secolo d.C.)
- Affresco raffigurante Oceano rinvenuto in corso Garibaldi (I – II secolo d.C.)
- Frammenti bronzei delle decorazioni dell'arco di Traiano: zampa equina e mano (II secolo d.C.)